# Tangara (Burundi)
Tangara è un comune del Burundi situato nella provincia di Ngozi con 75.640 abitanti (censimento 2008).

## Geografia antropica

### Suddivisioni amministrative
Il comune è suddiviso in 37 colline.